# Rownoje (Saratow)
Rownoje (russisch Ро́вное; früherer deutscher Name „Seelmann“) ist eine Siedlung städtischen Typs in der Oblast Saratow in Russland mit 4538 Einwohnern (Stand 14. Oktober 2010).

## Geographie
Der Ort liegt gut 80 km Luftlinie südlich des Oblastverwaltungszentrums Saratow und etwa 10 km von der Grenze zur Oblast Wolgograd am linken Ufer des dort fast 10 km breiten Wolgograder Stausees der Wolga.
Rownoje ist Verwaltungszentrum des Rajons Rowenski sowie Sitz der Stadtgemeinde Rowenskoje gorodskoje posselenije, zu der außerdem die Dörfer Alexandrowka (16 km südöstlich), Beregowoje (5 km südwestlich) und Nowopriwolnoje (nordöstlich anschließend) sowie die Siedlung Limanny (9 km südlich) gehören.

## Geschichte
Der Ort wurde am 15. Juli 1767 als wolgadeutsche Kolonie von katholischen Siedlern gegründet und erhielt nach einem der Siedler den Namen Seelmann (russisch Зельманн, später auch Зельман). In Rownoje lebten Katholiken. Im Gründungsjahr der Kolonie betrug ihre Bevölkerungsanzahl nur 251 Menschen, im Jahre 1912 waren es schon 8089. Die Kolonie gehörte zu den größten und bedeutendsten Siedlungen auf dem linken Wolgaufer.
Der offizielle russische Alternativname war Rownaja (russisch für „eben“, in Bezug zur Lage am flachen östlichen, sogenannten Wiesenufer der Wolga). Die Kolonie gehörte zum Ujesd Saratow des Gouvernements Saratow, ab 1835 zum ausgegliederten Ujesd Nowousensk, der 1851 an das neugebildete Gouvernement Samara abgegeben wurde. Ab Ende des 19. Jahrhunderts war vorerst nur noch die russische Bezeichnung offiziell.
Am 19. Oktober 1918 wurde Rownoje Verwaltungssitz eines gleichnamigen Ujesds der neugegründeten Arbeitskommune der Wolgadeutschen und blieb dies auch nach diversen administrativen Umgestaltungen und Umwandlung der Ujesde zunächst in Kantone und später in Rajons der Autonomen Republik (ASSR) der Wolgadeutschen. 1927/1928 erhielten Kanton und Ort wieder den ursprünglichen deutschen Namen Seelmann als offizielle Bezeichnung. Rownoje war das Zentrum des Kanton Seelman. 1926 waren fast 90 % der Einwohner Russlanddeutsche, gegenüber knapp 75 % 1897. Nach der Hungersnot in Sowjetrussland 1921–1922 und der „deutschen Operation“ des NKWD 1937–1938 hatte die deutsche Bevölkerung sehr hohe Verluste zu verzeichnen. Im September 1941 wurden die Deutschen auf Befehl des sowjetischen Innenministeriums (NKWD) in die Regionen Krasnojarsk und Altaj sowie in die Gebiete Omsk, Nowosibirsk, Kustanaj, Pawlodar, Akmola und Nord-Kasachstan deportiert. Nach der Aufhebung der Autonomie erhielt der Ort 1942 wieder den Namen Rownoje. Seit 1972 besitzt der Ort den Status einer Siedlung städtischen Typs.

### Bevölkerungsentwicklung
| Jahr | Einwohner |
| ---- | --------- |
| 1897 | 6816      |
| 1926 | 6218      |
| 1939 | 7363      |
| 1959 | 4431      |
| 1979 | 4448      |
| 1989 | 5559      |
| 2002 | 5267      |
| 2010 | 4538      |

Anmerkung: Volkszählungsdaten

## Persönlichkeiten
- Jakow Jakowlewitsch Weber (1870–1958), Künstler
- Aloysius Kappes (1885–1937), Pfarrer
- Johannes Zimmermann (1885–1937), russlanddeutscher römisch-katholischer Geistlicher und Märtyrer
- Andrei Petrowitsch Dulson (1900–1973), Sprachwissenschaftler und Linguist
- Viktor Klein (1909–1975), Dichter und Schriftsteller

## Verkehr
Östlich wird Rownoje von der Regionalstraße Samara – Engels – Wolgograd umgangen, die auf dem Territorium der Oblast Saratow die Nummer 36R-00002 trägt. Über diese ist die per Straße nächstgelegene Bahnstation Anissowka erreichbar, etwa 70 km nördlich in Priwolschski an der Strecke Saratow – Jerschow – Oral (Kasachstan) – Sol-Ilezk. Etwa gleich weit ist das ostnordöstlich gelegene Krasny Kut an der Strecke (Saratow –) Puschkino (Station Urbach) – Astrachan entfernt, wohin aber nur eine weitgehend unbefestigte Piste führt (zunächst als 63K-00668).